# Urbana, New York
Urbana är en kommun (town) i Steuben County i delstaten New York. Vid 2020 års folkräkning hade Urbana 2 122 invånare.